# Sara Däbritz
Sara Däbritz (Amberg, 15 de febrer de 1995) és una futbolista alemanya, que juga de migcampista. Internacional des del 2013 per Alemanya, amb la qual ha guanyat una Eurocopa i ha arribat a les semifinals del Mundial. A les categories inferiors va guanyar una Eurocopa sub-17 i un Mundial sub-20, i a nivell de clubs ha guanyat una Lliga d'Alemanya amb el Bayern Múnic i una lliga francesa amb el París Saint-Germain, el seu actual club.

## Trajectòria
- SC Freiburg (12/13 - 14/15)
- Bayern Múnic (15/16 - 18-19)
- París Saint-Germain (19-20 - act.)

## Palmarès

### Clubs
Bayern de Múnic
- Bundesliga: 2015–16

Paris Saint-Germain
- Division 1 Féminine: 2020–21[2]

### Internacional
Alemanya
- Eurocopa Femenina de Futbol: 2013
- Jocs Olímpics: 2016
- Algarve Cup: 2014
- Copa del Món Femenina sub-20: 2014
- Eurocopa Femenina sub-17: 2012

### Individual
- Bota de Bronze Copa del Món Femenina sub-20: 2014
- Medalla Fritz Walter: Bronze el 2012, Plata el 2013, Or el 2014
- Silbernes Lorbeerblatt: 2016[3]